# Tellervo nais
Tellervo nais är en fjärilsart som beskrevs av Guérin 1829. Tellervo nais ingår i släktet Tellervo och familjen praktfjärilar. Inga underarter finns listade i Catalogue of Life.